# Max Philip Koch
Max Philip Koch, auch Max Koch, (* 7. Januar 1988 in Berlin) ist ein deutscher Schauspieler.

## Leben
Koch wurde in Berlin als Sohn des Schauspielers Wolfram Koch geboren und wuchs in Hessen auf. 2008 machte er am Heinrich-von-Gagern-Gymnasium in Frankfurt am Main das Abitur. Er studierte dann in den Jahren 2009 und 2010 zunächst Kunstgeschichte an der Goethe-Universität in Frankfurt am Main.
Ab Ende November 2010 stand Koch für den Frankfurter Tatort: Eine bessere Welt, in dem er eine der Hauptrollen übernahm, vor der Kamera. Er verkörperte Max Böhm, den Freund der weiblichen Hauptfigur Mariam Sert (Vicky Krieps). Die Erstausstrahlung war im Mai 2011.
Von 2012 bis 2016 studierte Koch Schauspiel an der Hochschule für Musik und Theater Rostock (HMT Rostock). Bereits 2013 trat er an der HMT Rostock in einem öffentlichen Vorspiel zur Vorklassik mit Szenen des Ferdinand aus Kabale und Liebe auf. Koch spielte an der HMT Rostock u. a. in dem Tanzprojekt Eigennichtartig – Ein Stück Bewegung (2014; Regie: Romy Hochbaum) und den Jörg in dem Theaterstück Shoppen von Ralph Westhoff (2015; Regie: Uta Koschel).
2014 übernahm er die Rolle der komischen Alten Donna Catte in Carlo Goldonis Lustspiel Il Campiello in einer Fassung nach Goldoni von Peter Turrini. Mit dieser Produktion, die unter der Regie von Esther Zschieschow entstand, ging Koch auch auf Tournee. 2014 spielte er am Volkstheater Rostock die Hauptrolle des Mario, den besten Freund der männlichen Hauptfigur, in dem Musical Sonnenallee von Thomas Brussig.
2015 erhielt er für seine Mitwirkung in „Eigennichtartig - Ein Stück Bewegung“ den Ensemblepreis beim Theatertreffen deutschsprachiger Schauspielstudierender in Bochum.
Ab der Spielzeit 2016/17 war er festes Ensemblemitglied am Residenztheater München. Dort spielte er bisher u. a. Schweizer in Die Räuber (Premiere: Spielzeit 2016/17, Regie: Ulrich Rasche), Lennox in Macbeth (Premiere: Spielzeit 2016/17, Regie: Andreas Kriegenburg), Mischa in Kinder der Sonne (Premiere: Spielzeit 2017/18, Regie: David Bösch), Stanley in Richard III. (Premiere: Spielzeit 2017/18, Regie: Michael Thalheimer) und Parma in Don Karlos (Premiere: Spielzeit 2017/18, Regie: Martin Kušej). 
Seit der Spielzeit 2022/23 ist Max Koch Ensemblemitglied beim Schauspiel Hannover.
Im August 2015 stand Koch für den Spielfilm Vor der Asche vor der Kamera. Im Oktober 2015 war er in dem ZDF-Krimi Das Dorf der Mörder in einer Nebenrolle zu sehen; er spielte den Polizisten Sven, den Kollegen der weiblichen Hauptfigur Sanela Beara (Alina Levshin). Im Polizeiruf 110: Tatorte (2018), dem teilweise in Nürnberg spielenden letzten Fall des Kriminalhauptkommissars Hanns von Meuffels, spielte Koch eine Nebenrolle als LKA-Polizeischüler Leon Burger.
Seit 2019 steht Koch für die ZDF-Krimireihe Helen Dorn als LKA-Ermittler Timo Berger vor der Kamera. In dem ZDF-„Herzkino“-Film Das gestohlene Herz, der im November 2020 im Rahmen der Inga-Lindström-Reihe erstausgestrahlt wurde, spielte Koch als liebenswerter Chaot Sixten Seyboldt die männliche Hauptrolle, den besten Kindergartenfreund der weiblichen Hauptfigur Kristie (Maya Haddad).
Koch spielte auch mehrere Episodenrollen in Fernsehserien der öffentlich-rechtlichen Programme. In der 5. Staffel der TV-Serie In aller Freundschaft – Die jungen Ärzte (2020) hatte er, an der Seite von Vinzenz Wagner, eine Episodenhauptrolle als Fred Wacker, der den Vertrauensbruch seines besten Freundes, der mit Freds Frau geschlafen hat, nicht verarbeiten kann. In der 12. Staffel der ZDF/ORF-Produktion Die Bergretter (Erstausstrahlung: November/Dezember 2020) spielte Koch eine der Episodenhauptrollen als wegen Betrug verurteilter JVA-Häftling Paul Berger, dessen Frau mittlerweile in einer neuen Beziehung lebt. In der 7. Staffel der Vorabendserie Morden im Norden (2020) übernahm er, an der Seite von Karolina Lodyga, eine der Episodenhauptrollen als Physiotherapeut und brutaler Einbrecher Kai Thieme. In der 5. Staffel der Vorabendserie Die Kanzlei (2022) war Koch in einer Doppelrolle als Hamburger Jungunternehmer-Zwillingsbrüderpaar zu sehen.
Koch lebt in München.

## Auszeichnungen
- 2015: Ensemblepreis beim Theatertreffen deutschsprachiger Schauspielstudierender

## Filmografie
- 2011: Tatort: Eine bessere Welt (Fernsehreihe)
- 2013: Öl – Die Wahrheit über den Untergang der DDR (Fernsehfilm)
- 2014: Tatort: Wer bin ich? (Fernsehreihe)
- 2015: Das Dorf der Mörder (Fernsehfilm)
- 2016: Dead Man Working (Fernsehfilm)
- 2018: Polizeiruf 110: Tatorte (Fernsehreihe)
- 2020: Das Mädchen am Strand (Fernsehfilm)
- 2020: In aller Freundschaft – Die jungen Ärzte: Vertrauensbruch (Fernsehserie, eine Folge)
- seit 2020: Helen Dorn (Fernsehfilmreihe)
  - 2020: Kleine Freiheit
  - 2021: Wer Gewalt sät
- 2020: Inga Lindström: Das gestohlene Herz (Fernsehreihe)
- 2020: Die Bergretter: Leuchtfeuer (Fernsehserie, eine Folge)
- 2020: Morden im Norden: Atemnot (Fernsehserie, eine Folge)
- 2021: Kommissar Dupin: Bretonische Spezialitäten (Fernsehreihe)
- 2022: Die Kanzlei: Wechselspiel (Fernsehserie, eine Folge)
- 2023: Der vermessene Mensch (Kinofilm)
- 2024: Der Alte: Der schönste Tag (Fernsehserie, eine Folge)
- 2024: Stralsund: Kaltes Blut (Fernsehreihe)
- 2024: Allein zwischen den Fronten